# Bani (řeka)
Bani je řeka v Mali. Je 416 km dlouhá.

## Průběh toku
Vzniká soutokem řek Baule a Baroe, které pramení na území Pobřeží slonoviny. U města Djenné začíná oblast kde se řeka společně s Nigerem hodně rozlévá do šířky. Tato rozsáhlá oblast se vyznačuje množstvím ramen a průtoků. Je pravým přítokem Nigeru.

## Využití
Na řece je částečně rozvinutá vodní doprava. Dolina řeky je hustě osídlena. Při ústí se nachází město Mopti.